# Data de portada
La data de portada d'una publicació periòdica, com ara una revista o un còmic, és la data que es mostra a la portada. Aquesta no és necessàriament la veritable data de publicació (la data de venda o la data de llançament), especialment als Estats Units, Canadà i el Regne Unit. No obstant el nom, per a algunes publicacions, aquesta no es pot trobar a la tapa, sinó a la manxeta a una pàgina de l'interior.

## Revistes
A la majoria dels països, la data de portada sol ser pròxima a la data de publicació, i de fet poder ser idèntiques en el cas de revistes setmanals.
Als Estats Units, al Canadà i al Regne Unit, la pràctica habitual és mostrar a la revista una data que serà d'unes setmanes o mesos més endavant a partir de la publicació o la data de llançament. Hi ha dos motius per a aquesta discrepància: en primer lloc, permetre que les revistes continuïn accessibles per als consumidors fins i tot després d'haver estat a la venda per algun temps (ja que no totes les revistes es vendran immediatament), i segon, per informar als quioscos quan una revista no venuda es pot treure dels estands i tornar-la a l'editor o destruir-se (en aquest cas, la data de la coberta és també la data de retirada).
Els setmanaris tenen una durada aproximada de setmanes. Les publicacions mensuals tenen una data generalment superior a un mes, i els trimestres solen tenir una durada de tres mesos.

## Comic books
La pràctica general de la majoria de les companyies de Comic book més importants dels citats països des de la seva creació als anys trenta va ser posar el nom d'un mes (i molt més tard l'any) a la portada generalment dos mesos posterior a la data de publicació. El 1973, la distància entre la data de coberta i la data de publicació va passar de dos mesos a tres mesos. El 1989, la distància es va reduir de nou a dos mesos, tot i que en general, cada companyia de còmics ja utilitza el seu propi sistema.
De les dues principals editorials nord-americanes de còmics, DC Comics continua publicant aquestes dates a la portada mentre que Marvel Comics va optar per no posar-les a la portada a l'octubre de 1999, indicant-les només a la manxeta, a l'interior.